# Ландскруна (крепость)
Ландскруна (швед. Landskrona slott) — крепость в городе Ландскруна в лене Сконе на юге Швеции. Комплекс укреплений считается одним из наиболее хорошо сохранившихся в Скандинавии и в своё время был крупнейшим по площади. По своему типу относиться к замкам на воде.

## История

### XVI век
Крепость основана по приказу датского короля Кристиана III (в те времена провинция Сконе принадлежала датской короне) для надёжного контроля над проливом Эресунн. Работы проводились в период с 1549 по 1559 год. 
С самого начала это было мощное оборонительное сооружение окружённое сразу двумя рвами с водой. Внутренний ров достигал ширины 70 метров, а внешний — от 40 до 70 метров. Крепость строилась по самым современным на тот момент правилам фортификации. Были предусмотрены бастионы, позволявшие вести перекрёстный артиллерийский огонь в любом направлении. За пределами внешнего рва имелся и третий, более узкий, прикрывавший подходы с северо-запада и северо-востока. Также частично сохранились остатки четвёртого рва (между двумя главными). Система бастионов, равелинов стен, укреплений и рвов, окружающих цитадель, считается одной из крупнейших и наиболее хорошо сохранившихся в Европе. 

### XVII век
Крепость Ландскруна была ненадолго захвачена шведскими войсками под командованием Густва Горна в 1644 году. Однако вскоре этот регион вновь вернулся в состав датских владений. 
Окончательно весь юг Скандинавского полуострова стал собственностью шведского короля в 1658 году после заключения Роскилльского мирного договора. Между 1667 и 1675 годами цитадель была расширена шведскими фортификаторами за счёт усиления бастионов. 
2 августа 1676 года во время очередной Датско-шведской войны комендант крепости Иероним Линдеберг капитулировал. Ландскруной вновь овладели датчане. Между 1676 и 1679 годами крепость использовалась как командный центр и основная база добровольческого армейского корпуса, который сражался вместе с регулярной датской армией против шведов. Комендант Линдеберг пережил эти годы, но позднее после изгнания датчан за своё предательство был казнён по приказу шведского короля Карла XI. 
Известный фортификатор Эрик Дальберг ещё в 1680 году подготовил обширный план укрепления центра города Ландскруна к юго-востоку от крепости. Согласно этому плану предполагалось возвести целый бастионный пояс, состоящий из восьми полных и двух полубастионов. Однако этот план оказался чрезвычайно дорогим и не был реализован. 

### XVIII век
Во время Великой северной войны и нового датского вторжения в Сконе в 1711 году город Ландскруна был захвачен, но крепость осталась в руках шведов. Датчане несмотря на все усилия не смогли овладеть цитаделью, а вскоре навсегда покинули Скандинавский полуостров.
В 1720 году во Фредриксборге был заключён мирный договор. Согласно ему город Ландскруна и крепость впервые стали официальными частями шведского государства (а не королевскими владениями). Причём Стокгольм соглашался выплатить Копенгагену значительную сумму «за причинённый ущерб». 
В середине XVIII века комендант крепости стал требовать, чтобы церковь Ландскурны, построенная ещё XV веке (Johannes Babtistæ Kirke), которая в то время была второй по величине в Сконе, была разрушена. Он опасался, что в случае нового датского вторжения противник сможет разместить в высоком сооружении свои пушки и нанести непоправимый урон цитадели. В итоге церковь действительно снесли. Новый храм был построен лишь спустя несколько десятилетий.

### XIX век
В конце XIX века крепость стали использовать как женскую тюрьму. Таковой она оставалась на протяжении нескольких десятилетий. 

### XX век
В 1936 году центральная часть крепости была признана в Швеции Классификация памятников архитектуры в Швеции.

## Современное использование
В настоящее время крепость является одновременно своего рода музеем под открытым небом (правда, ежедневно экскурсии проводятся только летом) и площадкой, которую можно арендовать для частных вечеринок и торжеств.

## Описание

### Цитадель
Центральной частью крепости является цитадель: четырёхугольное комплекс с четырьмя круглыми башнями, которые между собой соединены толстыми стенами и центральным бергфридом. Здесь хорошо сохранилось главное здание. Оно служило одновременно и казармой, и арсеналом, и оборонительным сооружением. На первом этаже здесь находились склад продовольствия, а также пивоварня и пекарня.
Северная круглая башня цитадели с начала XVIII века служила исключительно в качестве тюрьмы. Сначала здесь размещались военнопленные, а с 1827 года приговорённые к пожизненному заключению. Эта башня служила тюрьмой до 1940 года, когда правительство нейтральной Швеции, опасаясь вовлечения во Вторую мировую войну, озаботилось модернизацией старинных укреплений. Здесь были проведены укрепительные работы.

### Внешние укрепления
Широкий ров отделял цитадель от системы внешних укреплений. Главными из них были четыре бастиона, соединённых высокими валами. Эта часть также была обнесена широким рвом с водой. Попасть из одной части крепости в другую через ров можно было только по наплавным переправам. В настоящее время везде построены стационарные мосты.
На территории между широким внешним и самым дальним рвами находится старейший в Швеции участок садово-огородных коттеджей.

## Галерея
- Вид центральной части крепости с высоты птичьего полёта
- Мост ведущий в цитадель
- Внутренний вид башни, в которой находилась тюрьма
- Главное здание с внешней стороны
- Подсветка крепости в ночное время